# Linného univerzita
Linného univerzita (LNU) (švédsky Linnéuniversitetet) je státní univerzita nacházející se v regionu Småland ve Švédsku. S počtem přibližně 31 000 studentů se jedná o jednu z největších švédských univerzit. Univerzita byla založena v roce 2010 sloučením bývalé Univerzity Växjö (Växjö universitet) a Vysoké školy v Kalmaru (Högskolan i Kalmar) a byla pojmenována na počest botanika Carla Linného. V současné době se univerzitní budovy nachází v obou městech s tím, že hlavní část univerzity včetně univerzitního kampusu je situována ve městě Växjö a menší ve městě Kalmar, kde právě probíhá výstavba nového univerzitního kampusu v oblasti přístavu. Předpokládaná doba dokončení západní části je rok 2019, dostavba východní části kampusu by měla následovat o rok později.

## Historie
Linného univerzita začala své působení v roce 1967 ve Växjö, jakožto lokální zastoupení Lundské univerzity, které se posléze v roce 1970 osamostanilo, čímž vznikla Vysoká škola ve Växjö (švédsky Högskolan i Växjö). Současně s rozvojem vysoké školy ve Växjö došlo k založení Vysoké školy v Kalmaru (Högskolan i Kalmar) v roce 1977. V roce 1999 byla Vysoká škola ve Växjö povýšena na univerzitu, čímž vznikla Univerzita Växjö (Växjö universitet). Zároveň v tom samém roce bylo dovoleno Vysoké škole v Kalmaru udílet doktorandské tituly. V roce 2010 se obě instituce sloučily, čímž vznikla Linného univerzita. 

## Organizační struktura
V současné době se univerzita dělí do 5 samostatných fakult a několika dalších oddělení. Celou tuto strukturu zastřešuje rektorát univerzity (Universitetsstyrelse) v čele s rektorem. Rektor univerzity vykonává svou funkci po dobu pěti let. V roce 2017 byl rektorem zvolen Peter Aronsson, který tak ve funkci nahradil Stephena Hwanga.
Přímo pod rektorát dále spadá disciplinární komise, zaměstnanecká disciplinární komise, univerzitní holding, vnitřní audit a další univerzitní výbory a rady. Dále také výbor pro vzdělávání učitelů, správa univerzity, univerzitní knihovna a fakulty (včetně jednotlivých oddělení). Univerzitní knihovna je spolu s radou pro vzdělávání zastřešující jednotlivá fakultní oddělení považována v rámci univerzity za nezávislou organizaci.

### Fakulty a ústavy
- Škola obchodu a ekonomie
  - Ústav ekonomiky a statistiky
  - Ústav účetnictví a logistiky
  - Ústav marketingu
  - Ústav organizace a podnikání
- Fakulta zdravotní a biologická
  - Ústav biologie a vědy o životním prostředí
  - Ústav chemie a biomedicínských věd
  - Ústav zdraví a pečovatelství
  - Ústav lékařství a optometrie
  - Ústav psychologie
- Fakulta umění a humanitních věd
  - Ústav kulturních věd
  - Ústav designu
  - Ústav filmu a literatury
  - Ústav jazyků
  - Ústav médií a žurnalistiky
  - Ústav hudby a umění
  - Ústav švédštiny
  - Institut pro další vzdělávání žurnalistů
- Fakulta sociálních věd
  - Ústav vzdělávání
  - Ústav pedagogiky
  - Ústav politologie
  - Ústav sociálních studií
  - Ústav sociální péče
  - Ústav sportovních věd
  - Policejní institut
- Fakulta technologická
  - Ústav stavitelství
  - Ústav techniky prostředí a energetiky
  - Ústav počítačových věd
  - Ústav dřevozpracujícího průmyslu
  - Ústav informatiky
  - Ústav matematiky
  - Ústav strojírenství
  - Ústav mediálních technologií
  - Ústav fyziky a elektrotechniky
  - Kalmarská námořní akademie

## Známí absolventi
- Rolph Payet – seychelský ministr.
- Malik Bendjelloul – režisér dokumentárního filmu Pátrání po Sugar Manovi.[5]